# Ošlaj
Ošlaj je priimek v Sloveniji, ki ga je po podatkih Statističnega urada Republike Slovenije na dan 1. januarja 2025 uporabljalo 226 oseb in je med vsemi priimki po pogostosti uporabe uvrščen na 1.857. mesto. V Pomurski statistični regiji je na 148. mestu.

## Znani nosilci priimka
- Benjamin Ošlaj, raziskovalec
- Borut Ošlaj (*1964), filozof
- Damjan Ošlaj (*1976), nogometaš
- Ferenc Ošlaj (1883–1932), zgodovinar, iredentist, pisatelj
- Iris Ošlaj (*1986), pevka
- Jože Ošlaj (*1941), krvodajalec
- Jožef Ošlaj (1879–1962), filozof, frančiškan
- Matej Ošlaj, raziskovalec
- Štefan Ošlaj, raziskovalec